# 全音素文字
全音素文字是表音文字的一種，它是以音素為單位的文字。和不標出元音的辅音音素文字不同，它的字母表中除了輔音字母，還有元音字母，用來表示語言中的元音。
比較常見的全音素文字有拉丁字母、基里爾字母、希臘字母、韩文字母、蒙古字母等。现代希伯来文拼写法以Ktiv male（完整拼写）为主，拼写时四个辅音字母 alef, he, vav, yud同时当作元音使用，则接近全音素文字。绝大多数用阿拉伯字母拼写的语言是辅音音素文字。也有少数使用阿拉伯字母拼写的语言如：库尔德文、克什米尔文、维吾尔老文字等语言。通过修改过的阿拉伯字母来表示全部元音，成为全音素文字。多數全音素文字採取線形拼寫，如拉丁字母從左往右拼寫、经过修改过的，以阿拉伯字母为基础的全音素文字，從右往左拼寫、蒙古字母從上往下拼寫。但也有例外。如韓文採取音節塊形拼寫，每個音節裏的字母上下左右排列組合成一個方塊字，以便在文章中和漢字整齊排列；迪維希語用它拿字母從右向左書寫，元音字母卻總是寫在輔音字母的上方和下方構成音節。

## 歷史
最早的全音素文字是公元前九世紀左右出現的希臘字母。他源自輔音音素文字腓尼基字母。希臘字母演化出了今天歐洲所有的全音素文字，包括拉丁字母和基里爾字母。

## 外部連結
- Damqātum 3 "Language, Writing and Alphabet: An Interview with Christophe Rico" (2007)
- Alphabetic Writing Systems（页面存档备份，存于）
- Michael Everson's Alphabets of Europe（页面存档备份，存于）